# Duane Jones
Duane Jones (New York, 2 februari 1936 – Mineola, 2 juli 1988) was een Amerikaans acteur. Hij verwierf bekendheid door de vertolking van het personage "Ben" in de horror-klassieker Night of the Living Dead (1968).
Hiermee was hij de eerste Afro-Amerikaan die een hoofdrol had in een Amerikaanse horrorfilm.
Jones studeerde aan de Sorbonne in Parijs en nam acteerlessen in New York. Hij was enige tijd leraar aan de American Academy of Dramatic Arts. Als directeur van het Richard Allen Center for Culture and Art (RACCA) zette hij zich in voor de promotie van het Afro-Amerikaanse theater.
Later werd hij hoogleraar in de theaterwetenschap aan de State University of New York. De Duane L. Jones Recital Hall in deze universiteit is naar hem genoemd.

## Trivia
Robert Kirkman heeft als hommage aan George A. Romero en Duane Jones een van de personages in zijn strip over zombies The Walking Dead naar Jones vernoemd.